# Karel Ančerl
Karel Ančerl (n. 11 aprilie 1908, Tučapy (districtul Tábor), Boemia de Sud, Cehia – d. 3 iulie 1973, Toronto, Ontario, Canada) a fost un dirijor și compozitor cehoslovac, renumit în special pentru interpretările sale de muzică contemporană și pentru interpretările muzicii sale de către alți compozitori cehi.
Ančerl s-a născut într-o familie prosperă de evrei în satul Tučapy din sudul Boemiei. După ce a absolvit Conservatorul din Praga, a urmat studii de dirijat sub conducerea lui Hermann Scherchen și Václav Talich⁠(d). A fost dirijor asistent la premiera din München a operei în sfert de ton Mama (1931) a lui Alois Hába și a dirijat orchestra teatrului de avangardă Osvobozené divadlo⁠(d) din Praga (1931–1933). Dirijarea lucrărilor pentru radioul cehoslovac a fost întreruptă de cel de-Al Doilea Război Mondial, ceea ce a dus la închiderea lui împreună cu familia sa în lagărul de concentrare de la Theresienstadt în 1942 de unde a fost trimis la Auschwitz în 1944. Spre deosebire de soția și fiul său cel mai mic, Ančerl a supraviețuit lagărului de la Auschwitz.
După război, Ančerl a dirijat pentru Radio Praga până în 1950, când a devenit director artistic al Filarmonicii Cehe, post pe care l-a ocupat cu succes timp de optsprezece ani. După invazia Cehoslovaciei din 1968, Ančerl a emigrat în Toronto, Canada, unde a lucrat ca director muzical al Orchestrei Simfonice din Toronto până la moartea sa în 1973.
Ca dirijor, Ančerl a contribuit la promovarea unui sunet orchestral distinct ceh, atât în cadrul Filarmonicii Cehe, cât și în alte părți. Foarte apreciat și ca artist de studio, Ančerl a realizat o gamă largă de înregistrări pentru casa de discuri Supraphon⁠(d), inclusiv repertoriul diverșilor compozitori cehi (remasterizat ca Karel Ančerl Gold Edition).

## Biografie
S-a născut într-o familie de evrei prosperă în satul Tučapy din sudul Boemiei, unde tatăl său Leopold era un producător pe scară largă de lichioruri și băuturi spirtoase. După ce a absolvit gimnaziul din Praga (1918–24) a studiat compoziția și dirijarea la Conservatorul din Praga între 1925 și 1929, împreună cu muzică de cameră, vioară și percuție. În 1931 a participat ca dirijor asistent la premiera din München a operei în sfert de ton Mama a lui Alois Hába. De asemenea, Ančerl a studiat dirijarea cu profesorul Hermann Scherchen la Strasbourg și cu Václav Talich⁠(d) la Praga. Între 1931 și 1933, a dirijat orchestra teatrului de avangardă Osvobozené divadlo din Praga, unde a adus o îmbunătățire semnificativă a standardelor de interpretare. Din 1933 până în 1939, a dirijat pentru radioul cehoslovac, dar cariera sa de dirijor a fost întreruptă de cel de-al Doilea Război Mondial.
A fost trimis cu familia în lagărul de concentrare Theresienstadt (Terezín) la 12 noiembrie 1942. Acolo, a devenit liderul marii Orchestre de coarde din Terezín și a început să organizeze viața culturală și muzicală din ghetou. Ultima sa interpretare a fost pentru filmul de propagandă Theresienstadt, regizat, sub constrângerea comandantului de lagăr Karl Rahm⁠(d), de Kurt Gerron⁠(d) pentru a păcăli Crucea Roșie. Filmul îl arăta pe Ančerl dirijând o lucrare a lui Pavel Haas⁠(d) pe un foișor de lemn, cu ghivece de flori care ascund faptul că mulți dintre membrii orchestrei erau desculțe. Filmul a prezentat și trupa mare a lui Martin Roman⁠(d), Ghetto Swingers⁠(d). De îndată ce filmul a fost terminat, Gerron, Ančerl, Haas, Roman și toți cei care au participat la film au fost transportați în camioane de vite în transportul final spre Auschwitz pe 15 octombrie 1944. Ančerl a reușit să supraviețuiască la Auschwitz, dar soția sa Valy și fiul lui Jan (născut în Terezín) au fost uciși în camere de gazare.
Din 1946 până în 1947 a fost dirijor la Opera de Stat din Praga. Mai târziu a dirijat Orchestra Simfonică Radio din Praga până când a fost numit director artistic al Filarmonicii Cehe la recomandarea lui David Oistrakh în 1950. Perioada sa de optsprezece ani cu această orchestră este adesea considerată cea mai bună perioadă a acesteia, ceea ce i-a adus multă recunoaștere internațională. În 1950 s-a alăturat lojei masonice Dílna lidskosti din Praga, care făcea parte din Marea Lojă Națională a Cehoslovaciei. În august 1968, după invazia Cehoslovaciei prin Pactul de la Varșovia, a decis să emigreze la Toronto, Ontario, Canada. El a dirijat ultimele sale două concerte cu Orchestra Filarmonicii Cehe la Festivalul de primăvară de la Praga în 1969. A condus Orchestra Simfonică din Toronto din 1968 până la moartea sa la Toronto în 1973. Mormântul său se află în cimitirul Vyšehrad din Praga.
Printre elevii săi notsbili se numără Brian Jackson, Štěpán Koníček⁠(d), Libor Pešek⁠(d), Jan Tausinger⁠(d) și Martin Turnovský⁠(d).

## Stil
Ca dirijor, Ančerl a urmat o tradiție cehă recunoscută. Alături de Václav Talich⁠(d), Karel Šejna⁠(d), Václav Neumann⁠(d) și alții, el a contribuit la promovarea unui sunet orchestral distinct ceh. Claritatea ritmică, dinamica vibrantă și un sunet puternic gravat au fost semnele distinctive ale stilului său ca dirijor. Cu toate că aceste caracteristici au fost deosebit de evidente atunci când și-a dirijat orchestra de acasă, Filarmonica Cehă, el a convins și orchestre la fel de diverse precum Simfonia din Toronto, Simfonia din Viena și Orchestra Regală Concertgebouw să cânte cu un sunet ceh distinctiv. Remarcabil a fost și simțul său clasic înnăscut în interpretarea unor lucrări de Mozart, Beethoven, Brahms. A existat o atracție pentru muzica lui Ancerl și un lirism cu infuzie spirituală absorbită de dragostea de viață și de natură. 
Ančerl rămâne foarte apreciat ca artist cu înregistrări remarcabile. Gama sa largă de înregistrări pentru casa de discuri cehă Supraphon a fost remasterizată cu atenție în Karel Ančerl Gold Edition, care a primit Grand Prix du Disque⁠(d) de către L'Académie Charles Cros⁠(d). Pe lângă interpretări ale compozitorilor cehi, ca Antonín Dvořák, Bedřich Smetana, Leoš Janáček, Bohuslav Martinů⁠(d) și Miloslav Kabeláč⁠(d), Ančerl este admirat și pentru interpretările sale ale compozitorilor din secolul al XX-lea precum Gustav Mahler, Igor Stravinski, Béla Bartók, Serghei Prokofiev, Dmitri Șostakovici, precum și ale organistului/compozitorului din Toronto Healey Willan⁠(d). De asemenea, a susținut compozitorii cehi mai puțin cunoscuți, precum Jan Hanuš, Iša Krejčí⁠(d), Otmar Mácha⁠(d) și Ladislav Vycpálek⁠(d). Spectacole cu mai multe orchestre au apărut la case de discuri precum Tahra, CBC Records⁠(d) și EMI. Line Classics a emis câteva înregistrări radio făcute la sfârșitul anilor 1940, când Ančerl s-a întors la Praga.

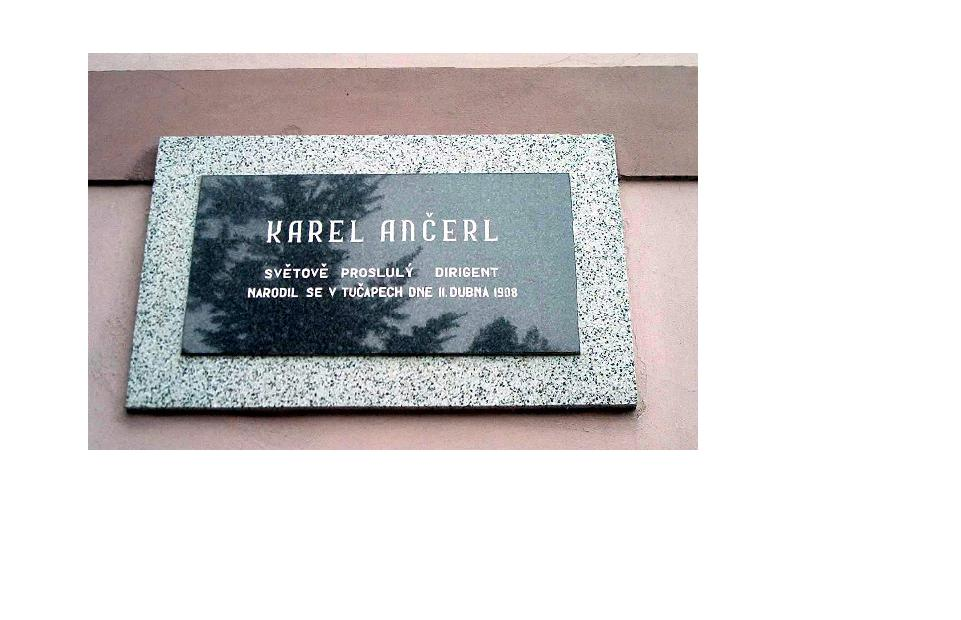
Placă comemorativă a lui Ančerl dezvelită la 6 septembrie 1998 pe clădirea biroului municipal din natal, districtul Tábor